# Lunkenburg
Die Lunkenburg  ist eine abgegangene mittelalterliche Turmhügelburg (Motte) im Wolfsbronner Tal bei dem heutigen Meinheimer Gemeindeteil Wolfsbronn am östlichen Rand des Hahnenkamms im mittelfränkischen Landkreis Weißenburg-Gunzenhausen.

## Geographische Lage
Die Burganlage (Turmhügelburg mitsamt Vorburg) lag südwestlich von Wolfsbronn unmittelbar an einer Altstraße zum Aufstieg auf den Hahnenkamm.

## Geschichte
Nach Hellmut Kunstmann stammen Wehranlagen mit der Bezeichnung „-burg“ aus vorkarolingischer Zeit. Da Turmhügelburgen erst ab dem 11. Jahrhundert erbaut wurden, geht Siglinde Buchner davon aus, dass von einer älteren Wehranlage der Name übertragen wurde, und zwar von dem ebenfalls in der Wolfsbronner Flur liegenden Burgstall Buschl auf dem Dürrnberg. Lunkenburg kann mit dem Personennamen „Lunko“ gebildet worden sein, oder entsprechend der ältesten überlieferten Schreibweise „Lunggenburg“ auf einen Flurnamen „Lunge/Lunke“ im Sinne von schwarz-grauer Bodenbeschaffenheit zurückgehen. Mit der Lunkenburg dürften die Grafen von Oettingen ihr Herrschaftsgebiet gegenüber den Bischöfen von Eichstätt abgegrenzt haben. Diese wiederum grenzten ihre Machtzone gegenüber der Oettinger Grafen mit der um 1100/1150 genutzten Ministerialenburg auf dem nahen Dürrenberg ab, die ebenfalls abgegangen ist.
Als Bewohner wähnt Siglinde Buchner freie Bauern, die Wach- und Waffendienst versahen. Die Burg, die wohl nur aus einem turmähnlichen Gebäude auf einem aufgeschütteten Hügelareal von 12 mal 12 Metern bestand, war mitsamt der Vorburg durch Gräben und durch Wälle geschützt, die noch heute bis circa drei Meter hoch sind. Sie wird erstmals 1347 in einer Urkunde erwähnt, wo es heißt: „Mettel Willing zur Lunggenburg gesessen“; die Willinge waren Vasallen der Grafen von Truhendingen. 1370 wird die Burg in einem Lehenbuch der Grafen von Oettingen als „Longgenburg“ benannt, die ein gewisser „Ramung von Mayingen“ zu Lehen hatte.
Am 6. Dezember 1400 kaufte das Kloster Heidenheim unter Abt Ulrich von Mittelburg das bereits als Burgstall bezeichnete Anwesen von den Erben des Romigo von Maihingen dem Jungen, der wohl mit einer Tochter des Ramung verheiratet war. 1406 verzichteten Miterben zugunsten des Klosters, das damit alleiniger Besitzer der zerstörten Turmhügelburg und ihrer Zugehörigen mit allen Einnahmen und Rechten wurde.
Die Ausführungen von Lokalhistorikern, die „Lunggenpurg“ sei 1420 im Zuge einer Fehde zwischen dem Markgrafen Friedrich von Brandenburg-Ansbach und dem Bayernherzog Ludwig dem Gebarteten durch Jörg Gumppenberg zerstört worden, sieht Buchner durch die Bezeichnung „Burgstall“ in der Kaufurkunde von 1400 widerlegt. Vielmehr dürfte die Zerstörung von 1420 den noch intakten umliegenden Gebäuden mitsamt der Vorburg gegolten haben.
Der Heidenheimer Abt Wilhelm von Vestenberg (1427–1446) ließ die Vorburg durch einen Meister Erhart wieder aufbauen und durch eine Umgebungsmauer befestigen. Der in der Vorburg die Hofstätte betreibende Bauer trug 1448 den Hausnamen „Lunggenmann“. In der Nähe betrieb das Kloster mit dem „Lunkenweiher“ Fischzucht (Karpfen und Hechte; 1432 erwähnt). 1451 erscheint die Hofstätte der Vorburg noch im Salbuch des Klosters Heidenheim. Infolge der Bauernkriege des 16. Jahrhunderts gelangte das Areal an die Markgrafen von Brandenburg-Ansbach; sie ließen die letzten Mauern schleifen.
Der Burgstall zeigt sich heute als Hügel, der von einem quadratischen Graben und von Wällen umgeben ist. Nach Norden schließt sich eine etwa dreiecksförmige Vorburg an, sie maß circa 70 Meter in der Länge. Das Areal der Kernburg ist heute dicht bewaldet, das Gelände der Vorburg wird landwirtschaftlich genutzt. Für den unmittelbar an der Kreisstraße WUG 34 gelegenen Burgstall gibt es kein Hinweisschild.